# BK Kijiv
BK Kijiv (ukr. Баскетбольний клуб Київ)  je košarkaški klub iz glavnog ukrajinskog grada Kijeva.
Klub je utemeljen 1999. godine.
Susrete igra u dvorani športskog kompleksa Meridian u Kijevu, a za velike susrete koristi dvoranu Palac Sportu (Палац Спорту) u Kijevu.

## Uspjesi
FIBA Eurokup
- Finalist: 2005.
- bronca: 2006.

Prvenstvo Ukrajine
- prvak: 2000., 2005.
- doprvak: 2001., 2002., 2004., 2006., 2007., 2008.,
- bronca: 2003.

Ukrajinski kup
- osvajači: 2007.
- doprvaci: 2006., 2008.

## Slavni igrači
- Oleksandr Anatolijovič Volkov (Aleksandar Volkov)
- Rimas Kurtinaitis

## Vanjske poveznice
- (ukr.) Službene stranice
- (rus.) Podatci o klubu  Arhivirana inačica izvorne stranice od 1. lipnja 2008. (Wayback Machine)